# Matallana de Torío
Matallana de Torío es un municipio y lugar español de la provincia de León, en la comunidad autónoma de Castilla y León. La cabecera del municipio es Matallana de Torío, estando la casa consistorial en el barrio de la Estación de dicha localidad. Cuenta con una población de 1228 habitantes (INE 2024).
Su río principal es el Torío, afluente del río Bernesga por su margen izquierda.Tiene dos puentes muy interesantes que cruzan este río. El llamado Puente de San Félix, de origen medieval muy abandonado y que por su impronta y mérito debería rehabilitarse como paso peatonal y el conocido como Puente de Serrilla, obra decimonónica que se construyó para dar servicio a la vieja carretera y que al sustituirse por otro contemporáneo, sigue en uso como paso peatonal. Otra estructura de interés es el puente metálico en celosía que se construyó para esta línea ferroviaria.
Su población se concentra principalmente en el barrio de la Estación, comunicado con Léon, La Robla y Bilbao a través de la línea de ancho métrico de Adif (heredada de la extinta FEVE).

## División administrativa

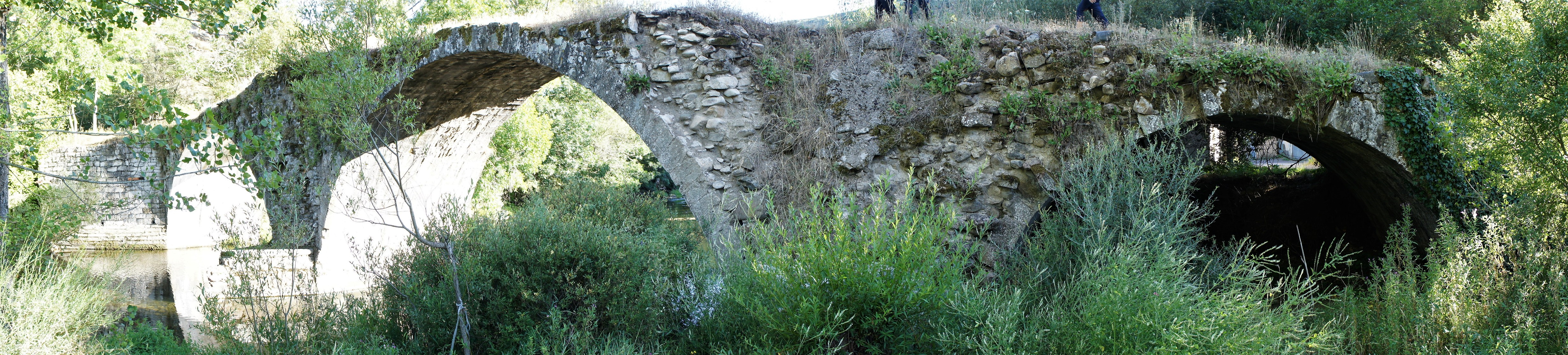
Puente de San Feliz

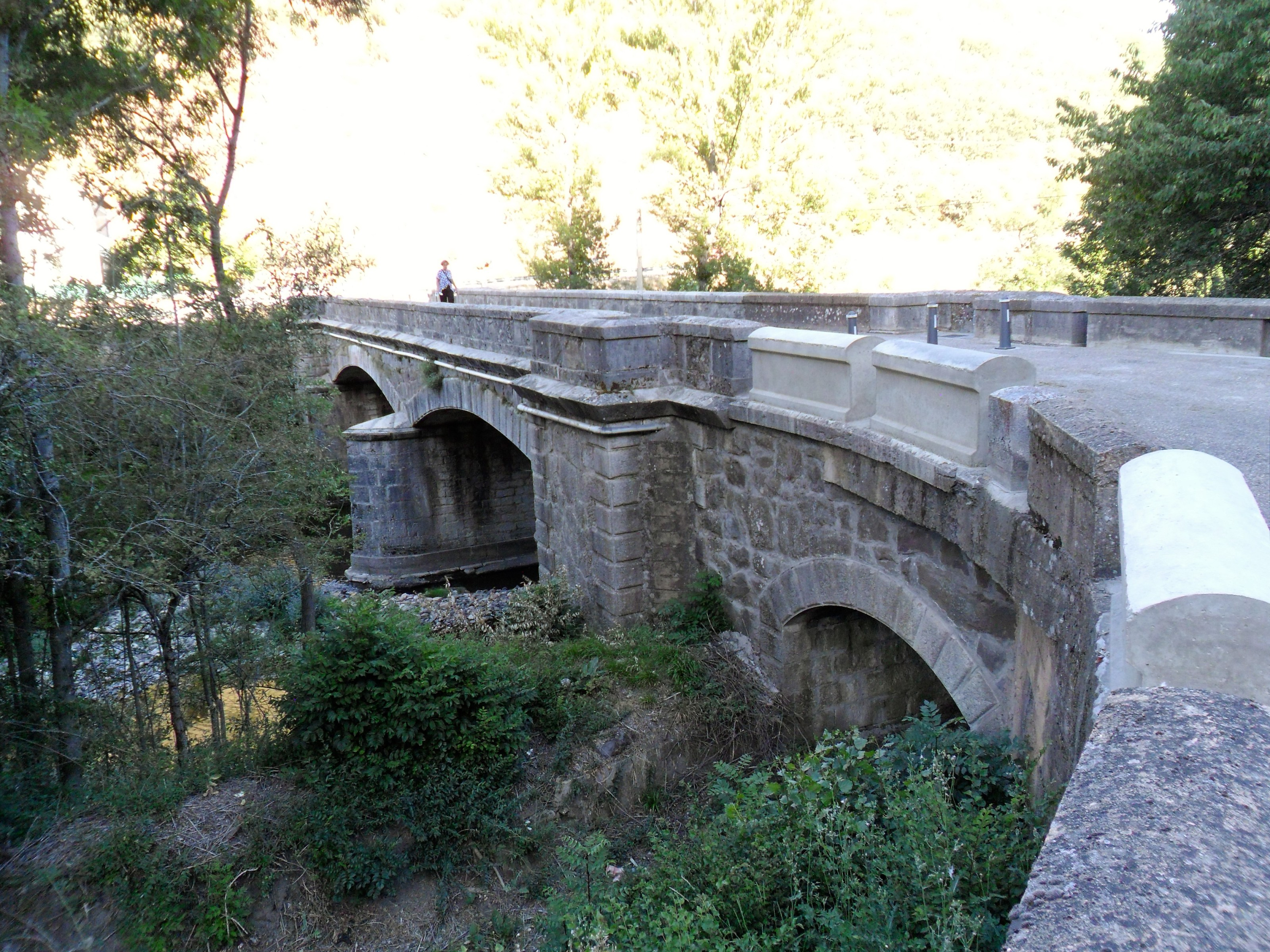
Puente de Serrilla

El término municipal de Matallana de Torío comprende las pueblos de: 
- Matallana de Torío
- Naredo de Fenar
- Orzonaga
- Pardavé
- Robledo de Fenar
- Robles de la Valcueva
- Serrilla
- La Valcueva
- Villalfeide

## Demografía
Cuenta con una población de 1228 habitantes (INE 2024).
| Gráfica de evolución demográfica de Matallana de Torío entre 1857 y 2021 |
| |
| Población de derecho según los censos de población del INE Población de hecho según los censos de población del INE Entre el censo de 1857 y el anterior aparece este municipio porque se segrega de Santa Cristina de Valmadrigal |

## Patrimonio
A unos 7 km desde la Matallana (La Estación) se puede de disfrutar de las Hoces de Vegacervera; un paisaje kárstico tallado por el río Torío en las rocas calizas paleozoicas de la montaña leonesa por su erosión diferencial.
- Iglesia de Villalfeide y puente romano.
- Iglesia de Palazuelo
- Encinar de Pardavé
- Cordel de Cármenes
- Ermita de Matallana de Torío
- Ermita de Robles
- Ermita de Orzonaga
- Estación de Matallana
- Pico Polvoreda
- Ruta Vía Bardaya
- Faedo de Orzonaga